# Bertrand du Guesclin

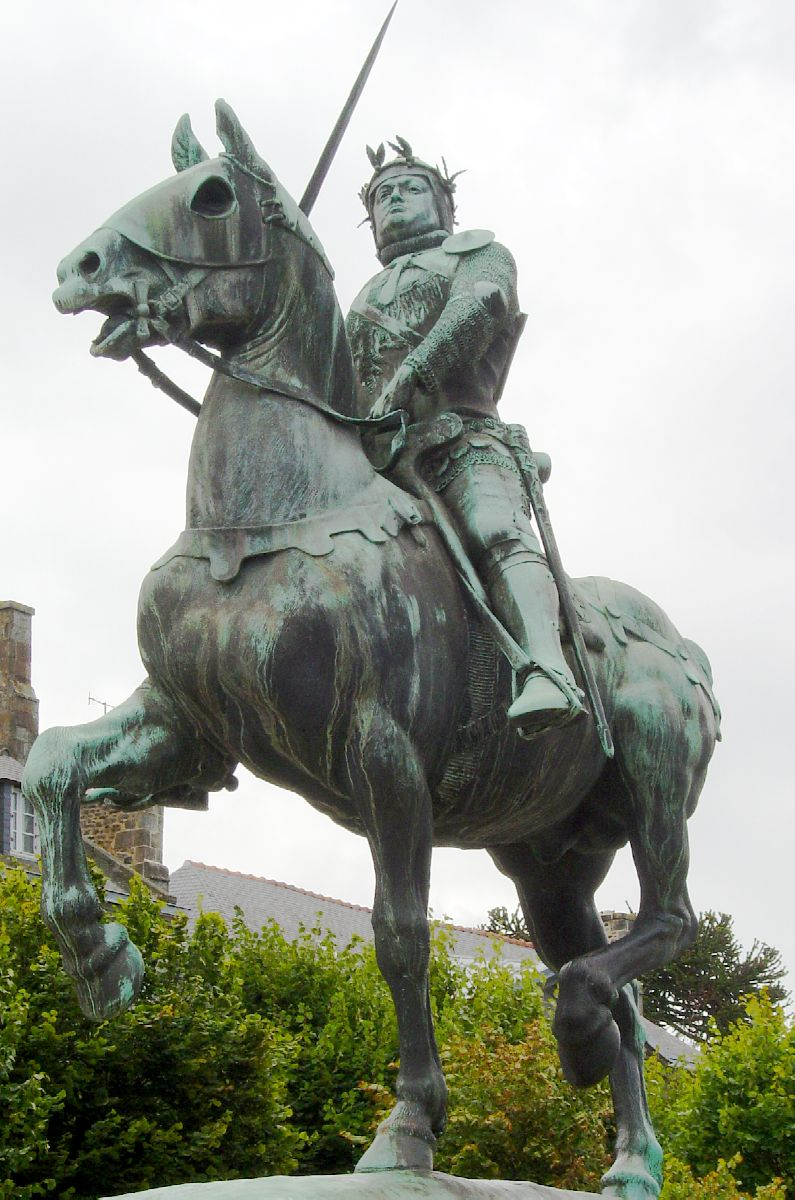
Estàtua a Dinan representant a Bertrand du Guesclin

Bertrand du Guesclin (Broons, vora Dinan, Bretanya, 1320 - Chastèlnòu de Randon, Comtat de Gavaldà, 1380) fou un mercenari i militar bretó.

## Guerra de Successió Bretona
Les campanyes de la Guerra dels Cent Anys li donaren fama de gran capità, confirmada amb les victòries el 1364 a la batalla de Cocherel i la batalla d'Auray, en la Guerra de Successió Bretona. Per la seva fama fou nomenat camarlenc de Carles V de França, lloctinent seu a Normandia i comte de Longueville.

## Guerra dels dos Peres
L'any següent fou designat capità de les Companyies Blanques, que, per acord conclòs amb Pere III el Cerimoniós d'Aragó, havien d'intervenir al servei d'aquest darrer i del seu aliat Enric de Trastàmara, pretendent al tron castellà, en la guerra dels dos Peres contra Pere I de Castella. Cap d'any del 1366 ja havia arribat a Barcelona al capdavant de les Companyies. Pere el Cerimoniós el feu comte de Borja.

## Guerra civil castellana
Al cap d'uns quants mesos, Castella era conquerida fins a Andalusia i Pere el Cruel fugia a Baiona, on s'alià amb els anglesos. Les seves tropes, amb les del marquès de Villena i les d'Enric de Trastàmara, foren derrotades el 1367 a la batalla de Nájera pels anglesos i el mateix du Guesclin caigué presoner. El 1368 retornà a Castella, cridat per Enric de Trastàmara, i dirigí la campanya militar definitiva que acabà en l'assassinat de Pere el Cruel pel seu germà Enric de Trastàmara a la batalla de Montiel (1369).

## Darreres campanyes
Retornat a França a petició de Carles V, continuà la seva lluita contra els anglesos i els navarresos. El 1370 fou nomenat conestable de França i morí de disenteria quan recuperava el Llenguadoc per al rei francès. Fou enterrat a la Basílica de Saint-Denis amb honors reials.